# Всіх Скорботних Радість
«Всіх скорботних Радість», «Всіх скорботних Радість і обідимых покровительнице...» — найменування ікони Богородиці, яку шанує РПЦ, ПЦУ як чудотворну. Відома в різних списках. На іконі зображена Богоматір у сяйві мандорли, оточена хворобливими і виснаженими людьми, і ангелами, що здійснюють благодіяння від її імені.

## Іконографія
«Всіх Скорботних Радість» — початковий рядок однієї з богородичних стихир. Мабуть, першою іконою з такою назвою був відомий тільки із спогадів у документах образ, написаний в 1683 році придворним живописцем Іваном Безміним, який малював у європейській стилістиці.
Цей тип іконографії сформувався у Східній Європі в XVII столітті під західноєвропейським впливом (Мадонна у славі, Мізерікордія, Ружанцова, Непорочне зачаття Діви Марії; з православних — Живоносне джерело, Образ розчулення і відвідування в біді стражденним, злився з «Усіх скорботних Радість» до XVIII століття). Дослідники відзначають, що іконографія «Всіх скорботних Радості» не отримала «єдиної закінченої композиційної схеми та існує в безлічі варіантів». Ранні канони XVII століття спочатку не мали зображень стражденних. Вони з'являються тільки після прославлення ікони в 1688 році.
Крім зображення Богородиці, що традиційно включає зображення людей, захоплених недугами і скорботами, і ангелів, які вчиняють благодіяння від імені Богоматері. Богоматір зображується в повний зріст, що стоїть в мандорлі (сяйві) і в оточенні ангелів (з Немовлям на лівій руці, але частіше без нього). Вгорі в хмарах зображений Господь Саваоф або Трійця Новозавітна. Діва Марія стоїть на півмісяці (образ з іконографії апокаліптичної Дружини, одягненої в сонце — [[|Откр]] 12:1) або на хмарах. У руці Богородиці вервиці (ранній і рідкісний варіант, виник під впливом католицького розарію), сувій або хліб. Існують кодекс, де Богоматір зображується без Немовляти зі скіпетром у правій руці, тоді як лівою передає «голодним харчування», хліб.[джерело не вказане 3166 днів].
Незважаючи на те, що іконографія «Всіх скорботних Радості» сформувалася після церковного розколу, пов'язаного з реформами патріарха Нікона, образ користувався популярністю у старообрядців. Іконописці з старообрядницьких майстерень села Гілка в Білорусі писали численні списки цієї ікони, в тому числі і в його західному типі Мізерикордія.

## Історія
Ікона Пресвятої Богородиці «Всіх скорботних Радість» прославилась чудотворенням в 1688 році. Сеста патріарха Іоакима (1674-1690 рр.) Євфимія, що мешкала в Москві, довго хворіла тяжкою невиліковною хворобою. Якось під час молитви до неї звернувся голос: «Євфиміє! Йди в храм Преображення Сина Мого, там є образ, що має назву «Всіх скорботних Радість». Нехай священик відслужить молебень з водосвяттям, і отримаєш зцілення від хвороби». Коли Євфимія дізналася, що така ікона дійсно є в храмі Преображення на Ординці, вона виконала сказане і зцілилась. Це сталося 24 жовтня (за старим стилем) 1688 року. Ікона Пресвятої Богородиці «Всіх скорботних Радість» славиться великою кількістю чудес. Цей чудотворний образ належить до найшанованіших серед безлічі ікон Цариці Небесної. Слід сказати, що існує багато списків із цієї ікони, що також прославились великою кількістю чудес.
1711 року, коли царську резиденцію вирішено було перенести з Москви до Санкт-Петербурга, рідна сестра імператора Петра I, царівна Наталія Олексіївна, відчуваючи особливе благоговіння до чудотворної ікони «Всіх скорботних Радість», перевезла її серед інших святинь з Москви. Вона поставила ікону в приміщенні церкви Воскресіння Христового, яку облаштувала в кімнатах палацу Петра I на згадку про порятунок його від небезпеки при річці Прут і укладення миру з турками. У період царювання імператриці Єлизавети Петрівни споруджено на тому ж місці кам'яний храм і освячено 6 листопада за новим стилем по присутньому в ньому чудотворному образу на честь Божої Матері Всіх скорботних Радість. Згодом ця церква була перейменована в парафіяльну, її часто відвідувала Катерина II, яка старанно молилася перед чудотворною іконою, маючи до неї побожне шанування, особливо відтоді, як у Санкт-Петербурзі лютувала віспа, що загрожувала життю спадкоємцю престолу Павлу Петровичу. До цієї ікони в свій час звернулася Катерина ІІ, яка першою в країні наважилася робити щеплення проти віспи, епідемія якої забирала багато життів. Після вдалої медичної процедури цариця на знак подяки за захист замовила для образу Богородиці ще більш дорогий оклад.
Чудесні зцілення важкохворих обумовили знаходження образу Божої Матері у лікарняних закладах та в’язницях. Є багато переказів про явлення Богородиці у лікарні, яка належить Києво-Печерській лаврі. Ікону “Всіх скорботних Радість” туди пожертвував засновник закладу князь Микола Святоша.
Відомою в свій час була ікона, що знаходилася в лікарні при тюрмі у Вологді. На жаль, її сліди були загублені в буремні роки Жовтневої революції.
Ікона, яка подається в цій статті, знаходиться у Свято-Георгіївському монастирі на Козацьких могилах села Пляшева в соборному (однойменному) храмі, яка була пожертвувана в монастир у 1930 р. прихожанами і прихожанками містечка Вишневець Кременецького повіту (тепер – Тернопільська обл).  Зараз село Пляшева відноситься до Радивилівського району Рівненської області. Це місце має велике історичне для українського народу. Битва, яка увійшла в історію під назвою “під Берестечком”, стала найбільшою в Європі протягом трьох століть! Обидві сторони (за поляків воювало чимало європейських лицарів як мінімум з 3 країн) втратили десятки тисяч воїнів. А якщо додати бої під Мізичем та Збаражем  – більше ста тисяч.
На поклоніння чудотворній іконі з усіх частин світу з'їжджалось безліч вірних. До неї приходили на молитву всі особи царського сімейства. З часів Петра Першого чудотворна ікона благоговійно вшановувалася, як народом, так і правителями. Зцілення тривають і зараз.

## Гімнографія
Тропар, глас 2-й
Всіх скорботних Радосте і покривджених Заступнице, і спраглих Живительнице, мандрівних Розрадо, розбурханих Притулок, хворих Відвідування, немічних Покров і Заступнице, Жезле старості, Мати Бога Вишнього Ти єси, Пречистая: потрудися, молимося, спастися рабам Твоїм.
Кондак, глас 6-й
Не имамы иныя помощи, не имамы иные надежды, разве Тебе, Владычице. Ты нам помози, на Тебе надеемся и Тобою хвалимся, Твои бо есмы рабы, да не постыдимся.
Молитва
О, Пресвята і преблагословенна Діво, Владичице Богородице! Споглянь милостивим Твоїм оком на нас, що стоїмо перед святою іконою Твоєю і з розчуленням молимось Тобі; виведи нас із глибини гріховної, просвіти розум наш, затьмарений пристрастями, вилікуй рани душ і тіл наших. Бо ми не маємо іншої допомоги, не маємо іншої надії, тільки Тебе, Владичице. Ти знаєш усю неміч і гріхи наші, до Тебе вдаємося і взиваємо: не позбав нас Твоєї небесної помочі, але заступайся за нас завжди і Твоїм невимовним милосердям і щедротами спаси і помилуй нас, що гинемо. Даруй нам виправлення гріховного життя нашого і позбав нас від скорбот, бід і хвороб, від несподіваної смерті, пекла і вічної муки. Ти бо, Царице і Владичице, скора Помічниця і Заступниця всім, хто вдається до Тебе, Ти надійне пристановище грішників, що каються. Подай же нам, Преблага і Всенепорочна Діво, християнський кінець життя нашого, мирний і безгрішний, і сподоби нас Твоїм заступництвом оселитися в оселях небесних, де безперестанно лунає голос тих, що святкують і радістю прославляють Пресвяту Тройцю, Отця і Сина і Святого Духа, нині, і повсякчас, і навіки-віків. Амінь.

## Храми на честь ікони "Всіх скорботних радість"

### Київ
- Лаврская вулиця, 15, 01015
- вулиця Уманська, 14, 02000